# 오리건주의 대학 목록
다음은 미국의 주 오리건주의 대학 목록이다.
- 블루 마운틴 커뮤니티 칼리지
- 센트롤 마오리건 커뮤니티 칼리지
- 체메케타 커뮤니티 칼리지
- 클라카마스 커뮤니티 칼리지
- 클랫솝 커뮤니티 칼리지
- 컬럼비아 조지 커뮤니티 칼리지
- 코번 대학교
- 이스턴 오리건 대학교
- 조지 폭스 대학교
- 레인 커뮤니티 칼리지
- 루이스 앤드 클락 칼리지
- 린필드 대학교
- 린벤튼 커뮤니티 칼리지
- 마운트 후드 커뮤니티 칼리지
- 오리건 코스트 커뮤니티 칼리지
- 오리건 보건과학 대학교
- 오리건 공과대학교
- 오리건 주립 대학교
- 퍼시픽 대학교
- 포틀랜드 커뮤니티 칼리지
- 리드 칼리지
- 서던 오리건 대학교
- 사우스웨스턴 오리건 커뮤니티 칼리지
- 틸라무크 베이 커뮤니티 칼리지
- 트레저 밸리 커뮤니티 칼리지
- 움프쿠아 커뮤니티 칼리지
- 오리건 대학교
- 포틀랜드 대학교
- 와너 퍼시픽 대학교
- 웨스턴 오리건 대학교
- 웨스턴 신학교 (1927년)
- 윌라멧 대학교

## 주 외 기관
- 엠브리리들 항공 대학교
- 퍼시픽 대학교 (캘리포니아주)

## 폐교
- 코발리스 칼리지

## 같이 보기
- 미국의 대학 목록
- 대학 목록